# Верхнє Гусне
Верхнє Гусне (до 2008 року — Верхнє Гусине, до 1946 року — Гусне Вижне) — село в Україні, у Самбірському районі Львівської області. Населення становить 689 осіб. Орган місцевого самоврядування — Боринська селищна рада.

## Історія та географія
Село Гусне розташоване на півдні Турківщини, вперше згадується у письмових документах за 1556 рік. Через нього проходять основні туристичні шляхи на гору Пікуй (висота 1408 м) — найвищу вершину Львівської області. Звідси відкриваються неймовірної краси краєвиди Верховини, Бескидів та полонини Руни, що на Закарпатті. На вершині цієї гори побував Іван Франко.
Вершина гори з північної сторони оточена велетенським кам'яним валом, перерваним по середині, звідки бере початок потік з холодною водою. Конус гори завершує кам'яний чотиригранний стовп висотою 4 метри, котрий побудували жителі Гусного у 1935 році на честь першого президента Чехословаччини Томаша Масарика. В той час Закарпаття знаходилось у складі Чехословаччини, а посередині гори Пікуй та по Верховинському вододільному хребту проходив державний кордон між Польщею та Чехословаччиною.
У 1935 році своє підпільне представництво у селі відкрила КПЗУ. Звідси агітаційну літературу поширювали на Закарпаття.
У межах примусової радянської колективізації 1941 року в Гусному Вижньому створено колгосп «Нове життя».
У радянсько-німецькій війні брали участь 149 селян, з них 58 селян загинули як у боях з німцями, так і під час каральних акцій проти вояків УПА. У пам'ять про загиблих 1957-го встановлено обеліск.
Згодом у селі працювала філія радгоспу «Карпати», за якою було закріплено 3730 га сільгоспугідь, зокрема 1643 га орної землі та 2699 га лісу.

## Господарство
У радянські часи місцевий радгосп, спільний із Нижнім Гусним, спеціалізувався на вирощуванні картоплі, льону, м'ясо-молочному тваринництві. У селі було два деревообробні цехи, пилорама, швейна майстерня.

## Соціальна сфера
Село має власну середню школу, народний дім на 200 місць, бібліотеку, медпункт, поштове відділення.
Біля підніжжя гори Пікуй, на місці колишньої 9-ї прикордонної застави 94-го прикордонного загону, знаходиться туристичний притулок. Завдяки зручному розташуванню, він може використовуватись як для перепочинку піших туристів, так і для тривалих таборів скаутських рухів чи природничих студентських розвідок та експедицій.
Важливою також є близькість такого відпочинку до народних традицій: для туристів було б цікаво побувати на традиційному щорічному святі села Гусне, котре проводиться щороку в другу неділю серпня.
Наявність двох інших будинків-притулків у селах Либохора та Івашківці дозволяє відновити піший туристичний маршрут Либохора — Івашківці — Гусне.

## Церкви
У 1890 році майстер з села Погар Лука Снігур збудував у бойківському стилі церкву Собору Пресвятої Богородиці. Вона розташована на схилі гори над селом, орієнтована вівтарем на схід. У 1949-1989 роках радянська влада тримала церкву закритою. 2002 року храм ззовні ошалювали пластиковою вагонкою.
У 2000 році в центрі села, у місцині, що зветься на Загонах, постала дерев'яна церква Святих апостолів Петра  і Павла. Її проектували турківські архітектори Михайло Лофій та Іван Бесєдін. Будівлю зводив місцевий майстер Йосип Ришкович. За своїм стилем церква дуже нагадує стиль архітектора Луки Снігура. Хрещата в плані зі смерекових брусів на мурованому фундаменті. Зі сходу — вівтар, з заходу – бабинець, а з півночі і півдня — вкорочені бічні рамена. Стіни ошальовані вертикально дошками і лиштвами.

## Населення
У 1869 році у селі мешкало 735 осіб, у 1881 серед 735 мешканців налічувалось греко-католиків та 54 юдея. В наступні роки динаміка була такою:
- 1921 — 1110 мешканців;
- 1970 — 1045 мешканців, дворів - 317[5];
- 1989 — 740 (355 чол., 385 жін.)[6];
- 2001 — 689 мешканців.
- 2009-1004

## Відомі люди

### Уродженці
- Федько Василь Іванович — український поет, письменник, прозаїк, публіцист, науковець, громадський і політичний діяч, доктор філософії, лауреат Бойківського літературно-краєзнавчого конкурсу ім. Мирона Утриска і Всеукраїнської премії ім. Ірини Вільде, член Української асоціації письменників, автор гімну Бойків.